# Лиз Роуз
Елизабет Вагнер (енгл. Elizabeth Wagner; Далас, 6. септембар 1957), професионално позната као Лиз Роуз (енгл. Liz Rose), америчка је ауторка кантри пјесама (текстописац), најпознатија по сарадњи са Тејлор Свифт. Коауторка је 17 Свифтиних званично објављених пјесама — укључујући You Belong with Me, пјесму номиновану за Греми у категорији пјесма године; Teardrops on My Guitar; White Horse, која је Свифт и њој донијела награду Греми за најбољу кантри пјесму 2010. године; и All Too Well (Taylor’s Version), пјесму која је досегла прву позицију на љествици Billboard Hot 100 2021. године и била номинована за награду Греми као пјесма године (2023). Редовно сарађује са текстописцима као што су Лори Макена и Хилари Линдси; колективно се зову „Лав џанкис” (енгл. The Love Junkies). Значајно је да је писала пјесме за извођаче као што је Литл биг таун и Кери Андервуд, између осталих.

## Биографија
Роуз је рођена у Даласу, а одрасла је у Ервингу (Тексас).
 Роузова се преселила у Нешвил (Тенеси) са својим тадашњим супругом, Џонијем Роузом, те почела да пише пјесме по сугестији пријатеља. Један од њених првих снимака је Elisabeth, који је снимио Били Гилман. Године 2003, Гари Алан уврстио је Роузину пјесму Songs About Rain (досл. пјесме о киши) — чији је коаутор Пат Маклоклин — међу топ 20 пјесама у земљи. Роузова је говорила у подкасту Брокен рекорд о томе да се вјенчавала четири пута.
Роузова је почела да пише пјесме са Тејлор Свифт почев од њеног епонимног дебитантског албума из 2006. године, гдје Роузова има приписане заслуге за седам пјесама као коауторка. Међу тим снимнцима су и прва два сингла, Tim McGraw и Teardrops on My Guitar, чиме је Роузова 2007. године освојила награду за текстописца године од организације SESAC. Роузова је наставила да сарађује са Свифтовом на њеном другом албуму, Fearless из 2008. године. Свифтова и Роузова су коауторке синглова White Horse и You Belong with Me, као и насловне нумере. White Horse им је објема донијела награду Греми за најбољу кантри пјесму 2010. године, док је You Belong with Me пјесма номинована за награду Греми у категорији пјесма године. На Свифтином четвртом албуму, Red из 2012. године, Роузова је коауторка једне пјесме — наслова All Too Well.
Такође је сарађивала као текстописац са шведском кантри пјевачицом Џил Џонсон и бендом који има сједиште у Нешвилу, Мокингберд сан (енгл. Mockingbird Sun); коауторка је текста за њихов други сингл, Lucky Guy.
Са редовним сарадницима, Лори Макеном и Хилари Линдси као дио „Лав џанкиса” (енгл. The Love Junkies — досл. зависници о љубави), коауторка је пјесме Girl Crush коју изводи амерички кантри бенд Литл биг таун. Ова пјесма је 2015. године освојила награду CMA као пјесма године (енгл. CMA Song of the Year) и била номинована за Греми 2016. као пјесма године те најбоља кантри пјесма, побиједивши у потоњој категорији.
Такође је сарађивала на албуму Кери Андервуд, Storyteller, на пјесми Like I’ll Never Love You Again.
Њена кћерка је кантри/американа умјетница Кејтлин Роуз.
Лиз Роуз је почела каријеру као текстописац односно ауторка текстова пјесама при доби од 37 година.
Иако успјешан текстописац, не свира ниједан инструмент.
Роузова је једна од чланица одбора директора Националне асоцијације музичких издавача (енгл. National Music Publishers' Association).

## Написане пјесме
| Дискографија као ауторка текстова пјесама | Дискографија као ауторка текстова пјесама   | Дискографија као ауторка текстова пјесама           | Дискографија као ауторка текстова пјесама                    | Дискографија као ауторка текстова пјесама |
| Умјетник                                  | Албум                                       | Пјесма                                              | Коауторство са                                               | Љествице и награде |
| ----------------------------------------- | ------------------------------------------- | --------------------------------------------------- | ------------------------------------------------------------ | --- |
| Лорен Алејна                              | Wildflower (2011)                           | Like My Mother Does                                 | Нејтан Чапман, Ники Вилијамс                                 | |
| Гари Алан                                 | See If I Care (2003)                        | Songs About Rain                                    | Пат Маклоклин                                                | |
| Ели јанг бенд                             | Life at Best (2011)                         | Crazy Girl                                          | Ли Брајс                                                     | Бр. 1 на листи Hot Country Songs, бр. 1 на листи Year End Hot Country Songs, 2× платинаста |
| Ели јанг бенд                             | 10,000 Towns (2014)                         | Angel Like You                                      | Хедер Морган, Мајк Ели                                       | |
| Колби Кејлат                              | Gypsy Heart (2014)                          | Never Getting Over You                              | Колби Кејлат, Џејсон Ривс                                    | |
| Нели Фуртадо                              | The Ride (2017)                             | Tap Dancing                                         | Нели Фуртадо, Натали Хемби                                   | |
| Џуел                                      | Perfectly Clear (2008)                      | Till It Feels Like Cheating                         | Џуел                                                         | |
| Џуел                                      | Sweet and Wild (2010)                       | Satisfied                                           | Џуел                                                         | |
| Џил Џонсон                                | Flirting with Disaster (2011)               | Flirting with Disaster                              | Џил Џонсон, Лиса Карвер                                      | |
| Џил Џонсон                                | Flirting with Disaster (2011)               | What's a Little Rain                                | Џил Џонсон, Пем Роуз                                         | |
| Џил Џонсон                                | Flirting with Disaster (2011)               | In One Piece                                        | Џил Џонсон, Лиса Карвер                                      | |
| Џил Џонсон                                | Flirting with Disaster (2011)               | While You're Sleeping                               | Џил Џонсон, Лиса Карвер                                      | |
| Џил Џонсон                                | Flirting with Disaster (2011)               | I'm Awake Now                                       | Џил Џонсон, Пем Роуз                                         | |
| Џил Џонсон                                | Flirting with Disaster (2011)               | Don't Want to Let You Go                            | Џил Џонсон, Лиса Карвер                                      | |
| Џил Џонсон                                | Flirting with Disaster (2011)               | I'm Never Far                                       | Џил Џонсон, Пем Роуз                                         | |
| Џил Џонсон                                | Flirting with Disaster (2011)               | When We Had It So Good                              | Џил Џонсон, Пем Роуз                                         | |
| Џил Џонсон                                | Flirting with Disaster (2011)               | Roll My Way                                         | Џил Џонсон, Лиса Карвер, Пем Роуз                            | |
| Џил Џонсон                                | Flirting with Disaster (2011)               | The Sound of Leaving                                | Џил Џонсон, Лиса Карвер                                      | |
| Џил Џонсон                                | Flirting with Disaster (2011)               | Used to Think He Was Everything                     | Џил Џонсон, Лори Макена                                      | |
| Џил Џонсон                                | Flirting with Disaster (2011)               | Dreaming Me Away                                    | Џил Џонсон, Лиса Карвер                                      | |
| Jypsi                                     | Jypsi (2008)                                | I Don't Love You Like That                          | Стефани Чапман                                               | |
| Литл биг таун                             | Tornado (2012)                              | Sober                                               | Хилари Линдси, Лори Макена                                   | |
| Литл биг таун                             | Pain Killer (2014)                          | Tumble and Fall                                     | Карен Ферчајлд, Кимберли Шлапман, Лори Макена, Хилари Линдси | |
| Литл биг таун                             | Pain Killer (2014)                          | Girl Crush                                          | Лори Макена, Хилари Линдси                                   | Бр. 1 на листи US Hot Country Songs, 2× платинаста |
| Литл биг таун                             | Pain Killer (2014)                          | Save Your Sin                                       | Лори Макена, Хилари Линдси                                   | |
| Мартина Макбрајд                          | Shine (2009)                                | Walk Away                                           | Нејтан Чапман, Џеси Вокер                                    | |
| Мартина Макбрајд                          | Reckless (2016)                             | Diamonds (са Кит Урбан)                             | Никол Гелјон, Ерик Песли                                     | |
| Тим Макгроу                               | Tim McGraw and the Dancehall Doctors (2002) | All We Ever Find                                    | Ким Патон-Џонстон                                            | |
| Дрејк Милиган                             | Dallas/Fort Worth (2022)                    | Hearts Don't Break Even                             | Брендон Худ, Дрејк Милиган                                   | |
| Кајли Миног                               | Golden (2018)                               | Golden                                              | Кајли Миног, Линдси Рајмс, Стив Макеван                      | |
| Џес Москалук                              | The Demos                                   | Mapdot                                              | Џес Москалук, Зак Абенд                                      | |
| Касади Поуп                               | Frame by Frame (2013)                       | Edge of a Thunderstorm                              | Касади Поуп, busbee                                          | |
| РејЛин                                    | Me                                          | God Made Girls                                      | РејЛин, Никол Галјон, Лори Макена                            | Бр. 1 на листи Country Digital Songs |
| Blake Shelton                             | If I'm Honest (2016)                        | Every Goodbye                                       | busbee, Рајан Херд                                           | |
| Џенет Макерди                             | Jennette McCurdy (2012)                     | Better                                              | Џенет Макерди, Томи Ли Џејмс                                 | |
| Тејлор Свифт                              | Taylor Swift (2006)                         | Tim McGraw                                          | Тејлор Свифт                                                 | |
| Тејлор Свифт                              | Taylor Swift (2006)                         | Picture to Burn                                     | Тејлор Свифт                                                 | Бр. 3 на листи US Hot Country Songs, 2× платинаста |
| Тејлор Свифт                              | Taylor Swift (2006)                         | Teardrops on My Guitar                              | Тејлор Свифт                                                 | Бр. 2 на листи US Hot Country Songs, 3× платинаста |
| Тејлор Свифт                              | Taylor Swift (2006)                         | Cold As You                                         | Тејлор Свифт                                                 | |
| Тејлор Свифт                              | Taylor Swift (2006)                         | Tied Together with a Smile                          | Тејлор Свифт                                                 | |
| Тејлор Свифт                              | Taylor Swift (2006)                         | Stay Beautiful                                      | Тејлор Свифт                                                 | |
| Тејлор Свифт                              | Taylor Swift (2006)                         | Mary's Song (Oh My My My)                           | Тејлор Свифт, Брајан Мар                                     | |
| Тејлор Свифт                              | The Taylor Swift Holiday Collection (2007)  | Christmases When You Were Mine                      | Тејлор Свифт, Нејтан Чапман                                  | |
| Тејлор Свифт                              | Fearless (2008)                             | Fearless                                            | Тејлор Свифт, Хилари Линдси                                  | платинаста |
| Тејлор Свифт                              | Fearless (2008)                             | White Horse                                         | Тејлор Свифт                                                 | Бр. 2 на листи US Hot Country Songs, 2× платинаста, Роузова освојила награду Греми за најбољу кантри пјесму са Свифтовом                                                                      |
| Тејлор Свифт                              | Fearless (2008)                             | You Belong with Me                                  | Тејлор Свифт                                                 | Бр. 2 на листи Billboard Hot 100, бр. 1 на листи US Adult Contemporary, бр. 1 на листи US Hot Country Songs, 7× платинаста, Роузова номинована за награду Греми за пјесму године са Свифтовом |
| Тејлор Свифт                              | Fearless (2008)                             | Tell Me Why                                         | Тејлор Свифт                                                 | |
| Тејлор Свифт                              | Fearless (2008)                             | Come in with the Rain                               | Тејлор Свифт                                                 | |
| Тејлор Свифт                              | Fearless (2008)                             | Superstar                                           | Тејлор Свифт                                                 | |
| Тејлор Свифт                              | Red (2012)                                  | All Too Well                                        | Тејлор Свифт                                                 | |
| Тејлор Свифт                              | Fearless (Taylor's Version) (2021)          | Fearless (Taylor's Version)                         | Тејлор Свифт, Хилари Линдси                                  | |
| Тејлор Свифт                              | Fearless (Taylor's Version) (2021)          | White Horse (Taylor's Version)                      | Тејлор Свифт                                                 | |
| Тејлор Свифт                              | Fearless (Taylor's Version) (2021)          | You Belong with Me (Taylor's Version)               | Тејлор Свифт                                                 | |
| Тејлор Свифт                              | Fearless (Taylor's Version) (2021)          | Tell Me Why (Taylor's Version)                      | Тејлор Свифт                                                 | |
| Тејлор Свифт                              | Fearless (Taylor's Version) (2021)          | Come in with the Rain (Taylor's Version)            | Тејлор Свифт                                                 | |
| Тејлор Свифт                              | Fearless (Taylor's Version) (2021)          | Superstar (Taylor's Version)                        | Тејлор Свифт                                                 | |
| Тејлор Свифт                              | Fearless (Taylor's Version) (2021)          | We Were Happy                                       | Тејлор Свифт                                                 | |
| Тејлор Свифт                              | Fearless (Taylor's Version) (2021)          | Bye Bye Baby                                        | Тејлор Свифт                                                 | |
| Тејлор Свифт                              | Red (Taylor's Version) (2021)               | All Too Well (Taylor's Version)                     | Тејлор Свифт                                                 | Бр. 1 на листи Billboard Hot 100 |
| Тејлор Свифт                              | Red (Taylor's Version) (2021)               | All Too Well (10 Minute Version) (Taylor's Version) | Тејлор Свифт                                                 | Бр. 1 на листи Billboard Hot 100 |
| Sykamore                                  | Pinto (2022)                                | Go Easy on Me                                       | Џордан Остром, Боби Кембел                                   | |
| Кери Андервуд                             | Storyteller (2015)                          | Like I'll Never Love You Again                      | Хилари Линдси, Лори Макена                                   | |
| Кери Андервуд                             | Cry Pretty (2018)                           | Cry Pretty                                          | Кери Андервуд, Хилари Линдси, Лори Макена                    | |
| Ли Ен Вомак                               | Greatest Hits (2004)                        | The Wrong Girl                                      | Пат Маклоклин                                                | |

## Награде и номинације
| Год. | Асоцијација                | Категорија            | Номиновано                                                                        | Резултат   |
| ---- | -------------------------- | --------------------- | --------------------------------------------------------------------------------- | ---------- |
| 2010 | Академија за кантри музику | Пјесма године         | You Belong with Me (са Тејлор Свифт)                                              | Номинација |
| 2010 | Греми                      | Пјесма године         | You Belong with Me (са Тејлор Свифт)                                              | Номинација |
| 2010 | Греми                      | Најбоља кантри пјесма | White Horse (са Тејлор Свифт)                                                     | Освојено   |
| 2012 | Академија за кантри музику | Пјесма године         | Crazy Girl (са Ли Брајс)                                                          | Освојено   |
| 2015 | Асоцијација кантри музике  | Пјесма године         | Girl Crush (са Лори Макеном и Хилари Линдси)                                      | Освојено   |
| 2016 | Греми                      | Пјесма године         | Girl Crush (са Лори Макеном и Хилари Линдси)                                      | Номинација |
| 2016 | Греми                      | Најбоља кантри пјесма | Girl Crush (са Лори Макеном и Хилари Линдси)                                      | Освојено   |
| 2016 | Академија за кантри музику | Пјесма године         | Girl Crush (са Лори Макеном и Хилари Линдси)                                      | Номинација |
| 2020 | Греми                      | Најбоља кантри пјесма | It All Comes Out in the Wash (са Мирандом Ламберт, Лори Макеоном и Хилари Линдси) | Номинација |
| 2023 | Греми                      | Пјесма године         | All Too Well '(10 Minute Version) (The Short Film)' (са Тејлор Свифт)             | Номинација |